# 타일러 영
타일러 영(Tyler Young, 본명: 타일러 매슈 영, Tyler Matthew Young, 1990년 12월 17일 ~ )은 미국의 배우이다. USA 네트워크 텔레비전 시리즈 《아이위트니스》의 필립 셰이 역으로 유명하다. 공포 영화 《폴라로이드》(2019)에서 코너 벨 역을 연기했다.

## 어린 시절
일리노이주 시카고에서 태어났다. 킬디어 교외에서 자랐다. 일리노이주 링컨셔에 있는 스티븐슨 고등학교에서 교육을 받았으며, 드폴 대학교에서 광고 및 홍보학 학위를 취득했다. 드폴의 더 시어터 스쿨(The Theatre School)에서 연기를 공부했고 더 세컨드 시티에서 즉흥 연극을 공부했다. 유대계이다.

## 출연 작품

### 영화
- 폴라로이드 (2019) - 코너 역

### 텔레비전
- 아이위트니스 (2016)